# Dal Segno
Die in der Notation von Musik vorkommende Anweisung Dal Segno [dal ˈseɲːo]  (italienisch dal segno ‚vom Zeichen an‘, abgekürzt D.S.) bedeutet, dass Formteile eines Musikstücks von der so bezeichneten Stelle an bis zu einem durch einen Doppelstrich oder durch die Angabe Fine (Dal Segno al Fine ‚vom Zeichen bis zum Ende‘) gekennzeichneten Schluss, oder bis zu einem als Coda markierten Sprungziel wiederholt werden (Dal Segno al Coda).

## Darstellung

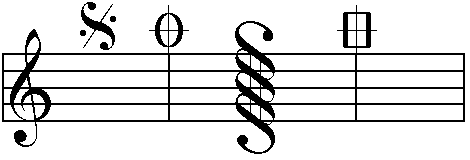
Darstellungen für „Segno“ und „Coda“

Die Darstellung des Zeichens kann variieren. So gibt es neben dem oberhalb des Liniensystems notierten Segno-Zeichen, das aus der Kombination des Buchstabens „S“ (für lateinisch signum ‚Zeichen‘) und einem Simile-Zeichen (diagonaler Balken mit Punkten) als Wiederholungszeichen zusammengesetzt ist, auch ein innerhalb des Systems notiertes Zeichen, das typografisch mit dem Paragrafzeichen als signum sectionis („Zeichen für einen Abschnitt“) verwandt ist und aufgrund seiner Form als Serpent bezeichnet wird.
Unicode-Darstellung
Die Unicode-Codierungen für die Segno- und Coda-Zeichen finden sich im Unicodeblock Notenschriftzeichen.

## Dal-segno-Arie
Ab der zweiten Hälfte des 18. Jahrhunderts finden sich im Arienzyklus des Opernrepertoires erweiterte Formvarianten der Da-capo-Arie, die man aufgrund ihrer Wiederholungsstruktur als „Dal-segno-Arien“ bezeichnet und die in Gliederung und tonalem Verlauf Elemente der vorklassischen Sinfonia antizipieren.